# كاترينا يونغ
كاترينا يونغ (بالإنجليزية: Katrina Young)‏ هي غطاسة أمريكية، ولدت في 10 يناير 1992.

## وصلات خارجية
- كاترينا يونغ على موقع الاتحاد الدولي للسباحة (الإنجليزية)
- كاترينا يونغ على موقع قاعدة بيانات الغوص IAT (الألمانية)
- كاترينا يونغ على موقع اللجنة الأولمبية الدولية (الإنجليزية)
- كاترينا يونغ على موقع أوليمبيديا (الإنجليزية)